# Peso monetario
Un peso monetario (o peso monetale) è un pezzo di metallo, per lo più di bronzo o di ottone che veniva usato per verificare il peso delle monete in metallo prezioso, che potevano andare soggette al fenomeno della tosatura, la pratica illegale con cui si asporta parte della moneta per ricavarne metallo prezioso.
La forma può essere rotonda, quadrata o rettangolare. Le immagini riportate sulle facce possono variare. A volte al dritto è raffigurata la moneta da pesare. Al rovescio ci possono essere indicazioni del luogo in cui è realizzato il peso della moneta e le iniziali del produttore, o i timbri dell'autorità di verifica dei pesi.
Altre volte la moneta da pesare è indicata con testo o con numeri. L'altra faccia può essere semplicemente liscia.